# Exército espartano

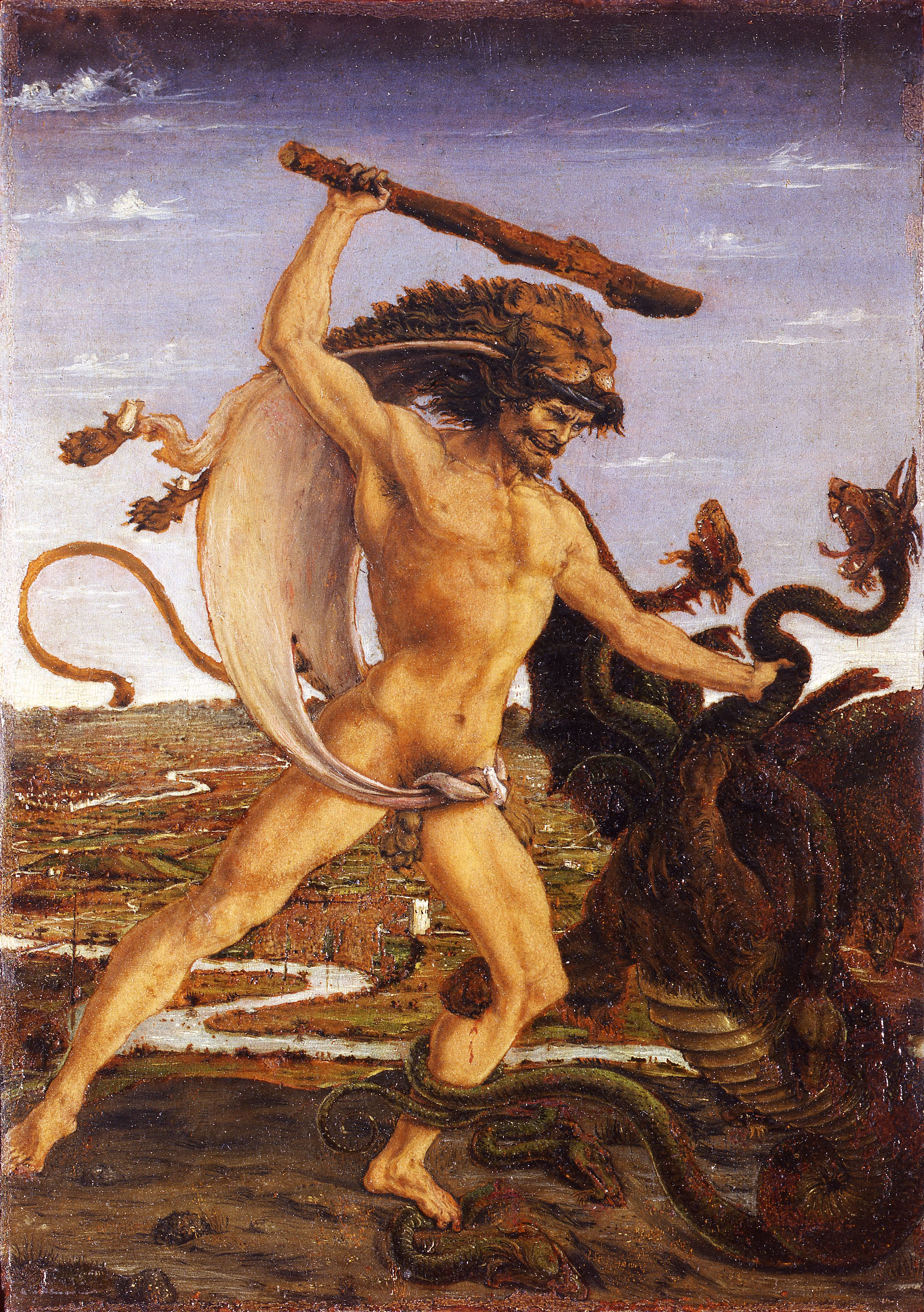
O heroi Héracles, de quem os reis de Esparta afirmavam descender.

O exército espartano era a força militar de Esparta, uma das principais cidades-estado da Grécia Antiga. O exército ocupava o centro do Estado espartano, cuja obrigação primordial de seus cidadãos era "serem bons soldados". Sujeitos ao treinamento militar desde a infância, os espartanos formavam uma das mais temidas forças militares na história da humanidade. No auge de Esparta, do século VI a.C. ao século IV a.C., aceitava-se comumente o dito de que "um espartano valia mais que diversos homens de qualquer outro Estado". Na Batalha das Termópilas, um dos conflitos mais célebres dos quais participaram, 300 espartanos conseguiram resistir com bravura a uma tropa persa enormemente superior em número (de 10.000), sendo derrotados apenas depois de uma traição interna. (os acadêmicos atuais tendem a rejeitar estes números, fornecidos por Heródoto e outras fontes antigas, como sendo pouco realistas).

## História

### Exército no período micênico
A primeira referência aos espartanos em combate está na Ilíada, onde participam juntamente com os outros contingentes gregos. Como o resto dos exércitos micênicos, era composto em sua maior parte por soldados de infantaria, equipados com lanças curtas, espadas e o dyplon, um pequeno escudo arredondado de bronze. Este era um período de guerras heróicas, onde táticas de combate eram simples, frequentemente não consistindo de mais que uma simples investida dos dois grupos de soldados, e onde era comum que se combatesse até a morte - era comum que exércitos inteiros fossem perseguidos e mortos após uma debandada. Na tradição do combate heróico, tal como retratado por Homero, o arco era tido como um instrumento pouco masculino:
Carros de guerra eram utilizados pela elite, porém ao contrário de seus equivalentes nas civilizações antigas do Oriente Médio, parecem ter sido usados apenas para transportar os guerreiros, que desceriam deles para combater a pé, e então embarcariam neles para abandonar o campo de batalha. Alguns relatos, no entanto, mostram combatentes arremessando suas lanças de cima do carro.

### Reformas do período arcaico e expansão
A Esparta micênica, como boa parte da Grécia, logo se viu envolta nas invasões dóricas, que colocaram um fim à Civilização Micênica e trouxeram o início da chamada "Idade das Trevas grega". Durante este período, Esparta ou Lacedemônia era apenas uma vila dórica às margens do rio Eurotas, na Lacônia. No início do século VIII, no entanto, a sociedade espartana se transformou. As reformas, creditadas pela tradição posterior à figura (possivelmente mítica) de Licurgo, criaram novas instituições e estabeleceram a natureza militar do Estado espartano. Esta "constituição de Licurgo" permaneceria inalterada, em sua essência, pelos cinco séculos seguintes. A partir de 750 a.C. Esparta iniciou uma expansão constante, subjugando primeiro Amiclas e outros povoados da Lacônia, e posteriormente, na Primeira Guerra Messênia, conquistando a fértil nação da Messênia. No início do século VII a.C. Esparta já era, juntamente com Argos, a potência dominante do Peloponeso.

### Hegemonia espartana sobre o Peloponeso
Inevitavelmente, estas duas potências colidiram. Os sucessos iniciais de Argos, como a vitória na batalha de Hísias, em 669 a.C., levaram a uma revolta dos messênios, que manteve o exército espartano ocupado por quase vinte anos. No decorrer do século VI a.C., Esparta assegurou o seu domínio da península do Peloponeso: a Arcádia foi obrigada a reconhecer a soberania espartana, Argos perdeu a Cinúria (costa sudeste do Peloponeso) por volta de 546 a.C. e sofreu um golpe ainda maior por parte de Cleômenes I, na batalha de Sepeia, em 494 a.C., ao mesmo tempo que repetidas expedições realizadas contra regimes tirânicos por toda a Grécia aumentaram o prestígio dos espartanos com o resto dos gregos. No início do século V a.C. Esparta tinha o domínio inquestionável da Grécia meridional, como a principal potência (hegemon) da recém-fundada Liga do Peloponeso (mais conhecida por seus contemporâneos como "os lacedemônios e seus aliados").

### Guerras persas e do Peloponeso

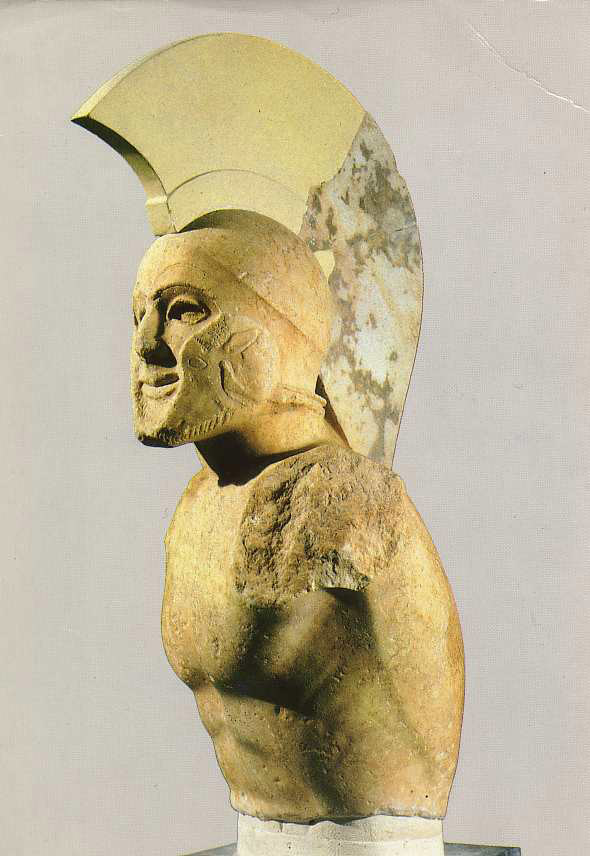
Estátua em mármore de um hoplita com elmo (século V a.C.), possivelmente Leônidas, Museu Arqueológico de Esparta, Grécia.

No fim do século VI a.C. Esparta era reconhecida como a mais importante cidade-estado grega. O rei Croeso da Lídia estabeleceu uma aliança com seu habitantes, e, posteriormente, as cidades gregas da Ásia Menor apelaram à cidade por ajuda durante a Revolta Jônia. Durante a segunda invasão dos persas à Grécia, feita por Xerxes I, Esparta foi incumbida com a liderança das forças gregas na terra e no mar; por este motivo, desempenharam um papel crucial na luta contra esta invasão, notadamente nas batalhas de Termópilas e Plateia. No período posterior ao conflito, no entanto, os acordos feitos por Pausânias com os persas e a relutância dos soldados espartanos em combater muito longe de sua cidade, colocou Esparta numa situação de relativo isolamento, deixando o caminho livre para a ascensão de Atenas como nova potência local, e líder do esforço contínuo contra os persas. Essa tendência isolacionista espartana foi reforçada com as revoltas de alguns de seus antigos aliados, e por um grande terremoto, ocorrido em 464 a.C., ao qual se seguiu uma grande revolta dos helotas messênios. A ascensão paralela de Atenas como uma das principais potências da Grécia inevitavelmente levou a fricções com Esparta, e a dois conflitos de grandes dimensões (a Primeira e Segunda Guerras do Peloponeso), que devastaram a Grécia. Esparta sofreu diversos reveses durante estas guerras, incluindo, pela primeira vez em sua história, a rendição de toda uma unidade espartana, durante a batalha de Esfactéria, em 425 a.C., porém saiu-se eventualmente vitoriosa, em grande parte graças à ajuda que recebeu dos persas.  Comandados pelo seu almirante, Lisandro, a fronta do Peloponeso, custeada pela Pérsia, conquistou as cidades da aliança ateniense, e uma vitória naval decisiva em Egospótamos forçou Atenas a reconhecer a derrota. A derrota ateniense deixou Esparta numa posição dominante na Grécia.

### Hegemonia espartana
O período de superioridade espartana, no entanto, não durou muito. Esparta havia sofrido sérios danos durante as Guerras do Peloponeso, e sua mentalidade estreita e conservadora havia alienado muitos de seus antigos aliados. A importante cidade de Tebas acabou desafiando sua autoridade por diversas vezes, e a Guerra Coríntia, que se seguiu, levou à humilhante Paz de Antálcidas, que destruiu a reputação de Esparta como protetora da independência das cidades-estado gregas. Simultaneamente, o prestígio militar espartano sofreu um duro golpe quando um mora de 600 homens foi dizimados por tropas leves (peltastas) comandados por Ifícrates. Apesar de ser responsável por contínuas proezas militares, Esparta foi incapaz de projetar seu poder sobre toda a Grécia, sofrendo com a falta de homens e a falta de vontade de se reformar; como resultado, sua força entrou em colapso depois da derrota desastrosa sofrida para os tebanos, liderados por Epaminondas, na batalha de Lêuctra, em 371 a.C., que terminou com a perda de grande número de esparciatas, e a perda de Messênia.

### História posterior
A partir de então Esparta foi reduzida ao status de uma potência de terceiro escalão, e entrou em isolamento. Os espartanos eram célebres por integrarem o único Estado grego a não participar da campanha de Alexandre, o Grande, contra a Pérsia, apesar de estarem oficialmente sob seu domínio - a tal ponto que quando Alexandre enviou de volta para a Grécia 300 couraças persas capturadas na batalha de Granico, mandou inscrever nelas:
Durante a ausência de Alexandre no Oriente, Ágis III se revoltou contra o domínio macedônio, porém foi revoltado. Após a morte de Alexandre, Esparta se envolveu novamente, como Estado independente, nas diversas guerras do século III a.C.. Sob o governo de reis reformistas, como Ágis IV e Cleômenes III, gozou de uma breve renascença, conquistando sucessivas vitórias contra os integrantes da  Liga Aqueia, antes de sua derrota final, na batalha de Selásia. O último ressurgimento espartano ocorreu sob Nábis, porém depois da derrota de Esparta na chamada "Guerra contra Nábis", em 189 a.C., a cidade foi incorporada à Liga Aqueia. Isto marcou o fim de Esparta como potência independente, já que logo depois a cidade passou para o domínio romano (embora ainda mantendo o status de 'cidade autônoma').

## Organização do exército

### Estrutura social
O povo espartano (os "lacedemônios") dividiam-se em três classes: cidadãos integrais, conhecidos como esparciatas ou homoioi ("iguais", ou "pares"), que recebiam uma concessão de terra (kláros ou klēros, "lote") por seu serviço militar. A segunda classe era formada pelos periecos ("aqueles que moram perto"), homens livres porém sem cidadania, geralmente comerciantes, artesãos e marinheiros, que eram usados como infantaria leve e como tropas auxiliares durante as campanhas militares. A terceira classe, mais numerosa, era formada pelos hilotas, servos de propriedade do Estado, utilizados para cultivar os klēros dos esparciatas. No século V a.C. os hilotas eram utilizados também como tropas leves, durante combates rápidos. Os esparciatas formavam o núcleo do exército espartano. participavam da Assembleia (Apela), e forneciam os hoplitas para o exército; esperava-se deles que fossem apenas soldados, e eram proibidos de exercer qualquer outro tipo de ocupação. Em grande parte, a necessidade constante de guerra da sociedade espartana era exibida pela necessidade de se manter o domínio sobre os hilotas, em número imensamente maior. Um dos principais problemas da sociedade espartana tardia foi o crescente declínio no número de cidadãos, que também significou um declínio no número de homens disponíveis para as forças armadas; o número de esparciatas diminuiu de 6000, em 640 a.C., para 1000 em 330 a.C. Os espartanos foram forçados então a utilizar os hilotas como hoplitas, e ocasionalmente libertaram alguns deste hilotas lacônios, os neodamōdeis ("recém-liberados"), dando-lhes terra em troca do serviço militar.
A população esparciata se subdividia em grupos de acordo com a idade. Os mais jovens, com 20 anos, eram tidos como mais fracos por sua falta de experiência, e os mais velhos, com até 60-65, eram convocados apenas em situações de emergência, para defender os vagões que transportavam mantimentos e carga.

### Estrutura tática
A principal fonte a respeito da organização do exército espartano é Xenofonte, grande admirador dos espartanos, cuja obra Constituição de Esparta oferece um panorama detalhado do Estado e da sociedade espartana do início do século IV a.C.. Outros autores, como Tucídides, também fornecem informações a respeito, porém não são tão confiáveis quando os relatos em primeira mão de Xenofonte.
Pouco se sabe se sua organização arcaica, e muito ainda é passível de especulação. A forma mais antiga de organização militar e social, que data do século VII a.C., parece ter sido a divisão em três tribos (phylai: os Pamphyloi, Hylleis e Dymanes) que aparecem durante a Segunda Guerra Messênia (685-668 a.C.). Uma subdivisão posterior foi a "fraternidade" (phratra), das quais 27, nove por cada tribo, foram registradas. Eventualmente, este sistema foi substituído por cinco divisões territoriais, as obai ("vilas"), que forneciam um lochos de cerca de mil homens cada. Este sistema ainda era usado durante as Guerras Persas, como indicam as referências feitas aos lochoi por Heródoto.
As mudanças que ocorreram entre as guerras Persas e as do Peloponeso não foram documentadas; de acordo com Tucídides, no entanto, na batalha de Mantineia, em 418 a.C., sete lochoi estavam presentes, cada um subdividido em quatro pentekostyes de 128 e 16 enōmotiai, cada um formado por 32 homens, totalizando 3584 no exército espartano principal. Ao fim da Guerra do Peloponeso, sua estrutura havia evoluído ainda mais, tanto como forma de lidar com possíveis faltas no número de homens, e para criar um sistema mais flexível, que permitisse aos espartanos enviar em combate destacamentos menores ou construir fortificações fora de sua terra natal. De acordo com Xenofonte, a unidade espartana básica continuou a ser a enōmotia, formada por 36 homens em três fileiras de doze, comandados por um enōmotarches. Dois enōmotiai formavam um pentēkostys de 72 homens comandados por um pentēkontēr, e dois pentēkostyai eram agrupados num lochos de 144 homens, comandados por um lochagos. Quatro lochoi formavam uma mora de 576 homens (comandados por um polemarco), a maior unidade tática do exército espartano. Seis morai formavam a totalidade do exército espartano durante uma campanha militar, aos quais eram adicionados os Skiritai e os contingentes de tropas aliadas.